# Варзеландия
Варзеландия (порт. Varzelândia) — муниципалитет в Бразилии, входит в штат Минас-Жерайс. Составная часть мезорегиона Север штата Минас-Жерайс. Входит в экономико-статистический микрорегион Монтис-Кларус. Население составляет 20 264 человека на 2006 год. Занимает площадь 803,909 км². Плотность населения — 25,2 чел./км².

## История
Город основан 3 марта 1962 года.

## Статистика
- Валовой внутренний продукт на 2003 год составляет 41 075 632,00 реалов (данные: Бразильский институт географии и статистики).
- Валовой внутренний продукт на душу населения на 2003 год составляет 2078,52 реалов (данные: Бразильский институт географии и статистики).
- Индекс развития человеческого потенциала на 2000 год составляет 0,631 (данные: Программа развития ООН).

## Галерея

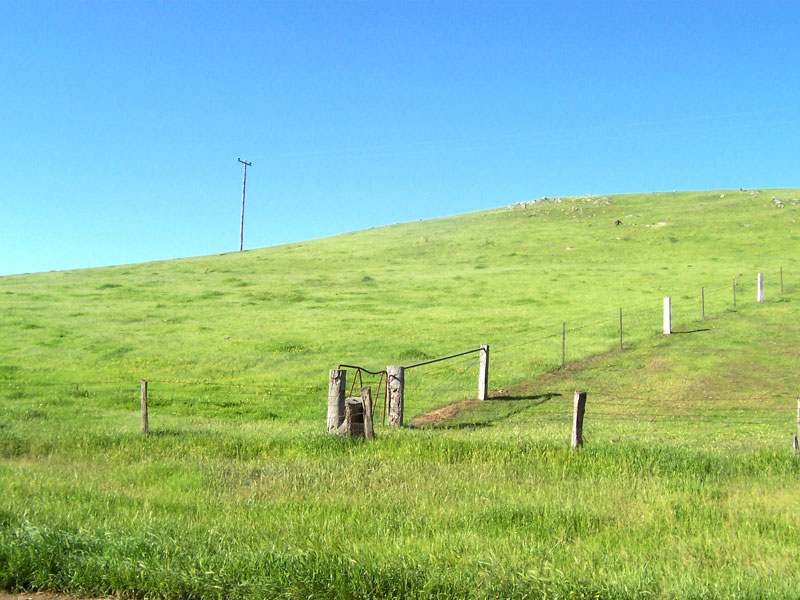
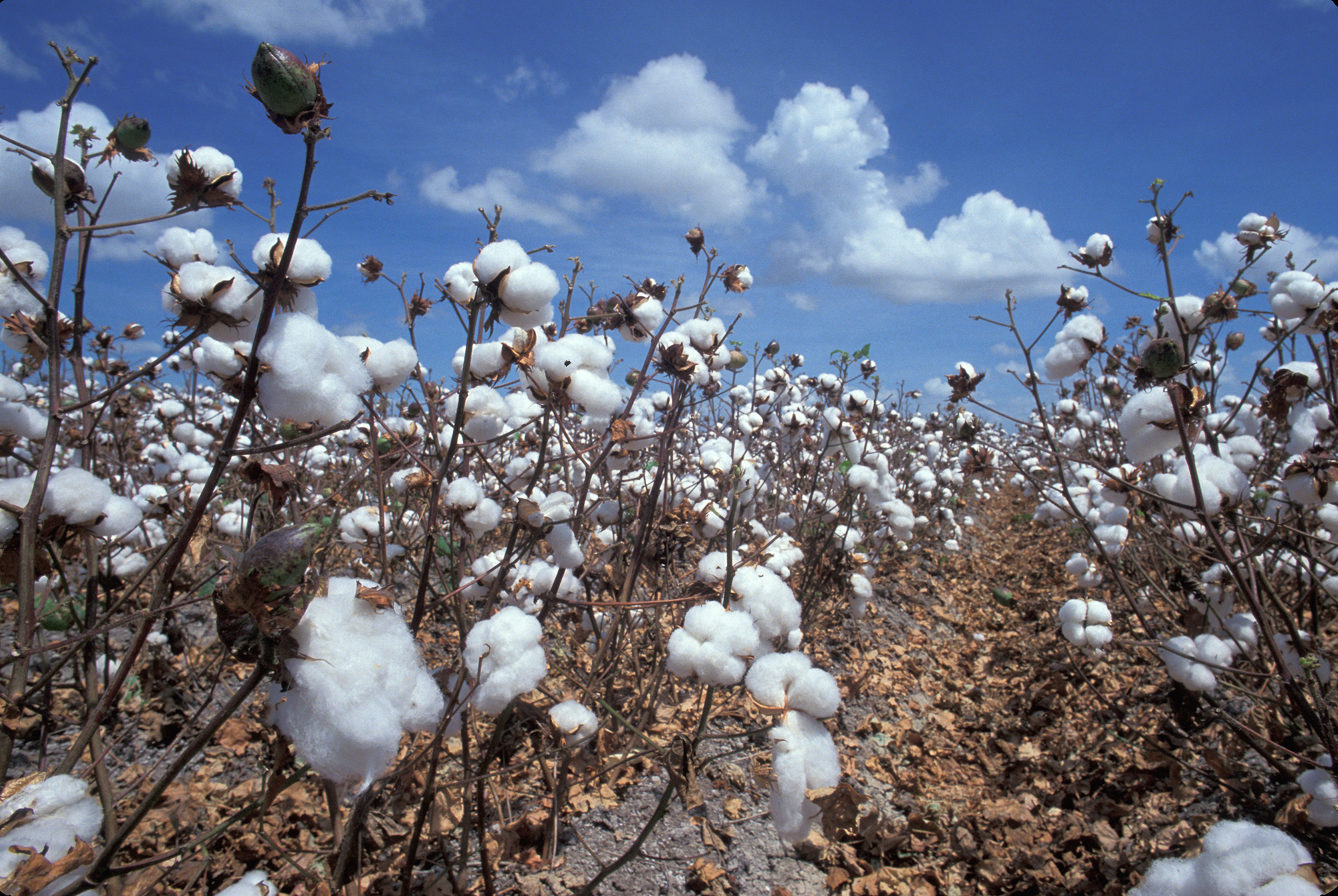
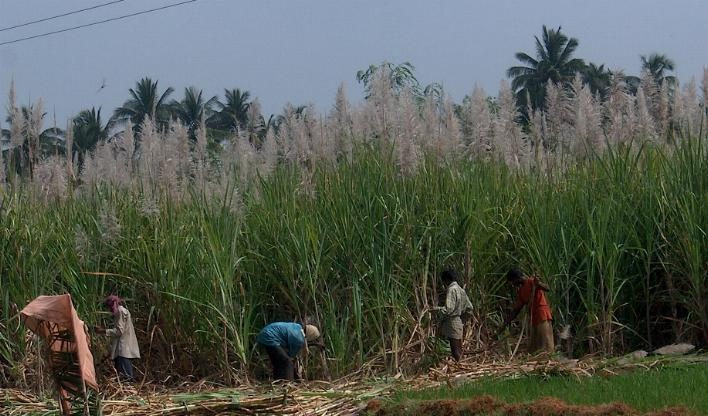